# 여압
여압(與壓)은 특정한 상황이나 환경에서 압력을 응용하는 것이다.

## 산업에서의 여압
산업 장비는 종종 대기권 위나 아래에서 관리된다.

## 대기에서의 여압
분리되거나 반분리된 대기 환경(예: 항공기 내에서나 스쿠버 다이빙 중에)에서 대기압을 유지시키는 과정이다.

## 같이 보기
- 객실 여압
- 압축 공기